# Aeroclube de Ribeirão Preto
O Aeroclube de Ribeirão Preto (ACRP) é um aeroclube sediado no Aeroporto Doutor Leite Lopes na cidade paulista de Ribeirão Preto.
Suas principais atribuições são a formação de profissionais da aviação civil e o fomento e divulgação da cultura aeronáutica.

## História
Idealizado pelo médico e aviador Dr. Luís Leite Lopes, o Aero Club Civil de Ribeirão Preto teve sua ata de fundação assinada no dia 2 de abril de 1939. A primeira aeronave recebida pelo aeroclube foi um Stinson 105 de matricula PP-THF e sua sede foi construída no antigo Campo de Aviação do Tanquinho, onde hoje está localizado o Aeroporto Estadual Dr. Leite Lopes.

## PP-TBD

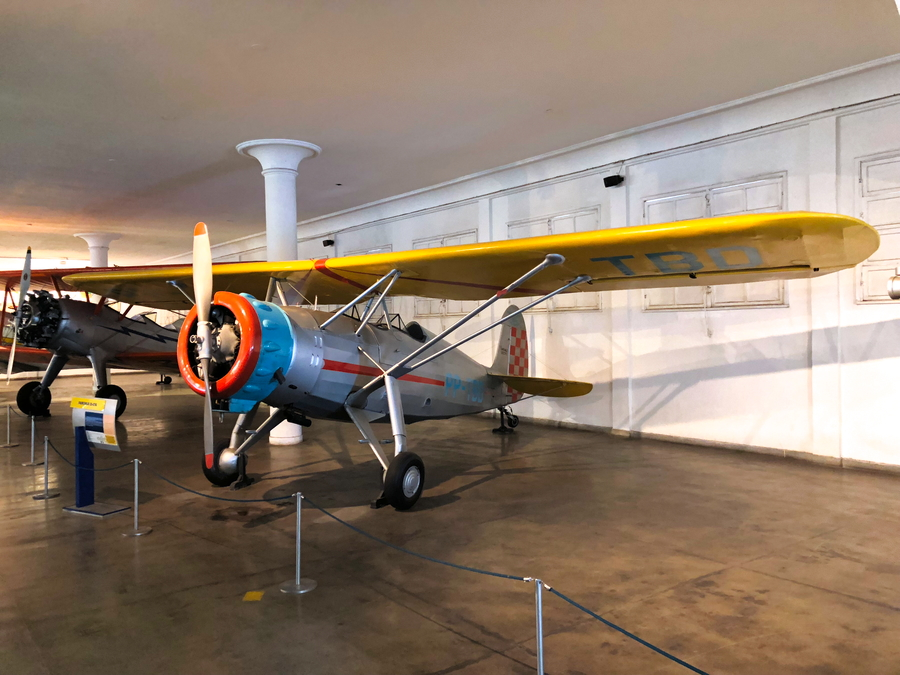
Fairchild 22 C7G no MUSAL

Em 1942 o Aeroclube de Ribeirão Preto recebeu de um grupo de funcionários da Companhia Antarctica uma aeronave Fairchild 22 Modelo C7G de matrícula PP-TBD. A aeronave integrou a frota do Aeroclube até o ano de 1988, quando então foi transferida para preservação no Museu Aeroespacial no Campo dos Afonsos devido a sua raridade (apenas 6 foram produzidas).